# Sian Barbara Allen
Sian Barbara Allen, nata Barbara Susan Pokrass (Reading, 12 luglio 1946 – Chapel Hill, 31 marzo 2025), è stata un'attrice statunitense.

## Biografia
Venne candidata al Golden Globe per la migliore attrice debuttante nell'ambito dei Golden Globe 1973. Si ritirò nel 1990.
Sian Barbara Allen è morta nel 2025, per le complicazioni della malattia di Alzheimer.

## Filmografia parziale

### Cinema
- A un passo dalla morte (You'll Like My Mother), regia di Lamont Johnson (1972)
- La mia pistola per Billy (Billy Two Hats), regia di Ted Kotcheff (1974)

### Televisione
- Gunsmoke – serie TV, 3 episodi (1971)
- The Scarecrow – film TV (1972)
- La fine di un sogno (The Family Rico) – film TV (1972)
- Bonanza – serie TV, 1 episodio (1972)
- Colombo (Columbo) – serie TV, episodio 3x01 (1973)
- Una famiglia americana (The Waltons) – serie TV, 2 episodi (1973)
- L'ombra di Jennifer (Scream, Pretty Peggy) – film TV (1973)
- Marcus Welby (Marcus Welby, M.D.) – serie TV, 3 episodi (1971-1974)
- Ironside – serie TV, 3 episodi (1972-1974)
- Agenzia Rockford (The Rockford Files) – serie TV, 1 episodio (1974)
- Kojak – serie TV, episodio 1x19 (1974)
- Eric – film TV (1975)
- Il caso Lindbergh (The Lindbergh Kidnapping Case) – film TV (1976)
- Fine di un giorno di festa (Smash-Up on Interstate 5) – film TV (1976)
- Kingston - Dossier paura (Kingston: Confidential) – serie TV, 1 episodio (1977)
- Hawaii Squadra Cinque Zero (Hawaii Five-O) – serie TV, 1 episodio (1977)
- L'incredibile Hulk (The Incredible Hulk) – serie TV, 1 episodio (1979)
- New York New York (Cagney & Lacey) – serie TV, 1 episodio (1988)
- Avvocati a Los Angeles (L.A. Law) – serie TV, 1 episodio (1990)